# シザー・セブン
『シザー・セブン』（伍六七/刺客伍六七/Scissor Seven）は、2018年に公開された中国webアニメーション。脚本・監督・主演は何小瘋。当初はBilibili動画のみの配信であったが、2019年からNetflixで全世界に配信される。

## 概要
記憶喪失の主人公「セブン」は、記憶を取り戻すのに必要な費用を稼ぐために、表向きには床屋を営みながら殺し屋を始める。

## 登場人物
括弧内は中国語表記。

### 主要キャラクター
- セブン（伍六七／柒）-声：何小瘋/斉藤慎二
- ダイボー（鸡大保） -声：姜広涛/落合弘治
- シャオフェイ（小飞鸡）-声：趙寒/中野さいま
- サーティーン（梅花十三）-声：段芸璇/松井菜桜子

### チキン島民
- マッド・ワン（汪疯）声-趙成晨/木内秀信
- ミャオ・ニャー（猫小咪）声-江恵琴/小松由佳
- コーラ（可乐）-声：朱蓉蓉/潘めぐみ
- チアン委員長（江主任）声-劉小倩/谷育子
- パンツ男（内裤男） 声-大師/山本兼平
- チェン婆さん（陈阿婆）声-劉暁倩/鈴木れい子

### スータン国
- スータン国の王子（斯特国王子）：文森/神奈延年